# 加布丽埃莱·科利施
加布丽埃莱·科利施（德語：Gabriele Kohlisch，1963年12月7日—），德国女子雪车、雪橇运动员。她曾代表德国参加国际雪车联合会世界锦标赛，获得一枚金牌。她也曾参加1992年和1994年冬季奥运会。